# René Ševěček
René Ševeček (* 17. února 1973 v Havířově) je bývalý český hokejový obránce a trenér.

## Hráčská kariéra
Rodák a odchovanec Havířovského hokeje, hrával mládež pouze za Havířov. Na povinnou vojenskou správu nastoupil v roce 1991 v Táboře. Později se přesunul do Vyškova. Po skončení vojenské služby se vrátil zpátky do mateřského týmu, který působil v druhé nejvyšší soutěži. V Havířově hrával dvě sezony, poté přestoupil do extraligového celku HC Vítkovice. Ve Vítkovicím strávil tři a půl sezony, největší úspěch byl pro něho finále playoff proti HC Vsetín (sezona 1996/97). Zahrál si dokonce v evropské hokejové lize 1997/98 a utkání hvězd české extraligy 1998. V průběhu sezony 1998/99 dostal nabídku na hostování z prvoligového celku HC Excalibur Znojemští Orli, kterou přijal. Znojemští Orli usilovali již druhým rokem o postup do nejvyšší soutěže, kterou tentokrát zvládli. Vedení klubu mu nabídlo prodloužení smlouvy, kterou nevyužil. Jeho první zahraniční angažmá bylo v roce 1999, dohodl se s německým týmem Herne Twister. O rok později změnil působiště, nadále působil v nižších německých soutěži, tentokrát v Adendorfer EC. Kvůli zdravotních potíží byl nucen v roce 2001 ukončit hráčskou kariéru. Má syna Vojtěcha.

## Ocenění a úspěchy
- 1998 ČHL - Utkání hvězd české extraligy
- 1999 Postup s klubem HC Excalibur Znojemští Orli do ČHL

## Prvenství
- Debut v ČHL - 25. října 1994 (HC Olomouc proti HC Vítkovice)
- První asistence v ČHL - 25. října 1994 (HC Olomouc proti HC Vítkovice)
- První gól v ČHL - 11. listopadu 1994 (HC České Budějovice proti HC Vítkovice, brankáři Romanu Turkovi)

## Klubová statistika
| Sezóna       | Klub                        | Soutěž       |     | Základní část | Základní část | Základní část | Základní část | Základní část |   | Play off | Play off | Play off | Play off | Play off |
| Sezóna       | Klub                        | Soutěž       | Z   | G             | A             | B             | TM            | Z             | G | A        | B        | TM       |          |          |
| 1991-92      | VTJ Tábor                   | 1.ČSHL       |     |               |               |               |               | —             | — | —        | —        | —        |          |          |
| 1992-93      | VTJ Vyškov                  | 2.ČSHL       |     |               |               |               |               | —             | — | —        | —        | —        |          |          |
| 1993-94      | HC Havířov                  | 1.ČHL        |     |               |               |               |               | —             | — | —        | —        | —        |          |          |
| 1994-95      | HC Havířov                  | 1.ČHL        |     |               |               |               |               | —             | — | —        | —        | —        |          |          |
| 1994-95      | HC Vítkovice                | ČHL          | 8   | 2             | 2             | 4             | 4             | —             | — | —        | —        | —        |          |          |
| 1995-96      | HC Vítkovice                | ČHL          | 36  | 1             | 3             | 4             | 28            | 4             | 0 | 0        | 0        | 4        |          |          |
| 1996-97      | HC Vítkovice                | ČHL          | 50  | 4             | 8             | 12            | 44            | 9             | 1 | 2        | 3        | 14       |          |          |
| 1997-98      | HC Vítkovice                | ČHL          | 50  | 2             | 6             | 8             | 24            | 11            | 1 | 3        | 4        | 16       |          |          |
| 1998-99      | HC Vítkovice                | ČHL          | 27  | 2             | 3             | 5             | 16            | —             | — | —        | —        | —        |          |          |
| 1998-99      | HC Excalibur Znojemští Orli | 1.ČHL        | 20  | 2             | 5             | 7             | 24            | —             | — | —        | —        | —        |          |          |
| 1999-00      | Herne Twister               | 5.Něm        | 32  | 9             | 23            | 32            | 65            | —             | — | —        | —        | —        |          |          |
| 2000-01      | Adendorfer EC               | 3.Něm        | 40  | 6             | 17            | 23            | 42            | 1             | 0 | 0        | 0        | 2        |          |          |
| Celkem v ČHL | Celkem v ČHL                | Celkem v ČHL | 171 | 11            | 22            | 33            | 116           | 24            | 2 | 5        | 7        | 34       |          |          |